# Xanthophytum bullatum
Xanthophytum bullatum là một loài thực vật có hoa trong họ Thiến thảo. Loài này được Tange miêu tả khoa học đầu tiên năm 1995.